# Chad Muska
Chad Muska, né le 20 mai 1977 à Lorain, dans l'Ohio, est un skateur professionnel américain, considéré comme un pionnier de la discipline, mais il est aussi disc jockey,.

## Biographie

### Carrière dans le skateboard
Il commença à rider à 11 ans. Tout au long de sa carrière, il a été sponsorisé par Maple, Toy Machine, Shorty's, éS Footwear, C1RCA, C1 Denim & Supply Co., Black Magic, Fury Trucks, Ghetto Child, TSA Clothing, CCS et Etnies,,.
Chad Muska est jouable dans la plupart des jeux vidéo de la série Tony Hawk's, de Tony Hawk's Skateboarding à Tony Hawk's Underground 2. On le voit également dans les films de skateboard de Shorty : Guilty, Toysoldierz, Fulfill The Dream, How To Go Pro et Bak2Basics.
Fin 2005, Muska est revenu à ses premières amours. Il a quitté son sponsor de longue date « Shorty's Skateboards » le 1er juillet 2006 et travaille sur un nouveau projet. Ses sponsors actuels sont Supra FootWear, KR3W Clothing, Independent Trucks et Element skateboards,,.

### Autres activités
Avec l'argent gagné grâce à sa carrière de skateur professionnel, Muska a monté son propre studio de musique. D'abord basé à Los Angeles, il s'est déplacé plus tard dans un hôtel de New York (le « SoHo Grand »). Il a produit un album hip-hop, MuskaBeatz, en collaboration avec des stars telles que Afrika Bambaataa, Raekwon, Special Ed, KRS-One, Biz Markie, Prodigy ou Ice-T.
Début 2004, Muska s'est un peu éloigné de l'industrie du skate pour se tourner vers une carrière dans le monde de la nuit de Hollywood. C'est aussi à cette époque qu'il est sorti avec Paris Hilton. Récemment[Quand ?], alors qu'il mixait dans une discothèque où il vient souvent animer, il s'est fait frapper au visage par Kevin Connolly et mettre dehors, après avoir insulté Nicky Hilton.
Chad fait également des petites apparitions dans des clips musicaux Bossy de Kelis, Rock Star de N*E*R*D et The World's Gone Bad de Handsome Boy Modeling School. Il est également apparu dans la série télévisée Entourage.
Il vivait à New York. En 2023, il a déménagé dans une ferme de l'Ohio.